# Serrivomer lanceolatoides
Serrivomer lanceolatoides är en fiskart som först beskrevs av Schmidt, 1916.  Serrivomer lanceolatoides ingår i släktet Serrivomer och familjen Serrivomeridae. IUCN kategoriserar arten globalt som livskraftig. Inga underarter finns listade i Catalogue of Life.